# Sharon Laws
Pour les articles homonymes, voir Laws.

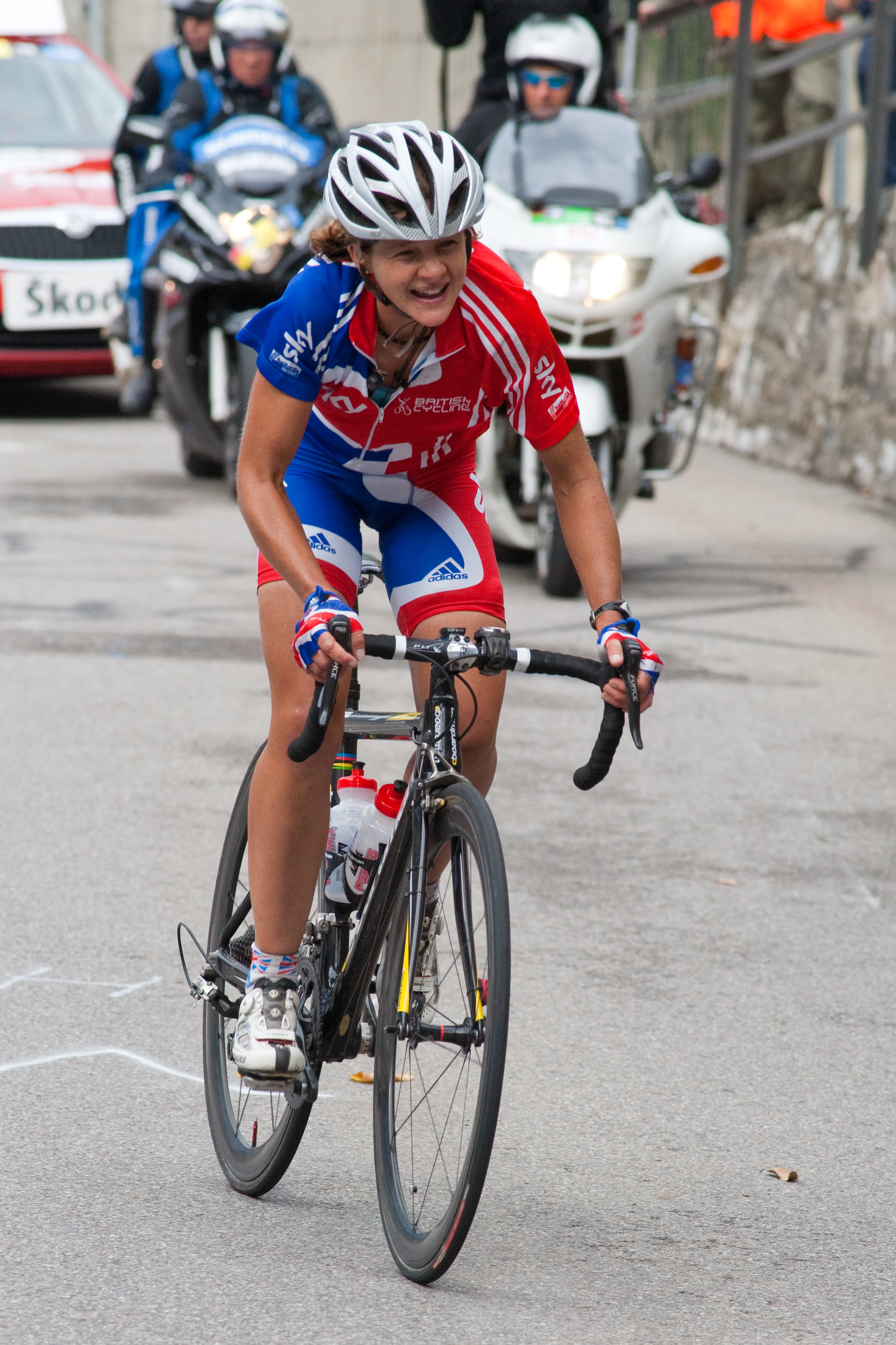
Sharon Laws lors des championnats du monde de cyclisme sur route 2009.

Sharon Laws née le 7 juillet 1974 à Nairobi au Kenya et morte le 16 décembre 2017, est une coureuse cycliste britannique, professionnelle entre 2008 et 2017.
Devenue professionnelle en 2008 à 33 ans, deux ans après avoir commencé le cyclisme sur route, elle est devenue championne de Grande-Bretagne du contre-la-montre cette année-là et a participé avec l'équipe de Grande-Bretagne aux victoires de Nicole Cooke lors de la course en ligne des Jeux olympiques et aux championnats du monde. En 2012, elle a remporté le championnat de Grande-Bretagne sur route.

## Biographie
Sharon Laws naît le 7 juillet 1974 à Nairobi au Kenya, de parents britanniques. La famille emménage ensuite en Angleterre. Sharon Laws est diplômée en biologie à l'université de Nottingham.
Elle part au Zimbabwe, où elle travaille pour Restless Development, puis en Ouganda où elle participe à la mise en place de programmes environnementaux. Elle revient en Angleterre et obtient un master à l'University College de Londres. Elle est employée par le Département du Développement international du gouvernement britannique, et détachée aux Nations unies. Ses nouvelles fonctions l'amènent à travailler à nouveau sur des programmes environnementaux dans le sud du continent africain. Elle quitte ensuite cet emploi pour travailler aux Jardins botaniques royaux de Kew. Elle commence le VTT pendant les deux années passées en Afrique du Sud, et y gagne la Cape Epic, une course de huit jours. Elle continue cette pratique en Angleterre.
En 2006, elle part en Australie et passe au cyclisme sur route. Elle remporte le Tour of Bright en 2007. En janvier 2008, elle prend la deuxième place du championnat national. Elle est alors contactée par Dave Brailsford British Cycling afin d'intégrer l'équipe Halfords Bikehut et de renforcer l'équipe de Grande-Bretagne pour les Jeux olympiques,. Elle obtient sa première victoire avec cette équipe à la Cheshire Classic, une course par étapes. Elle se classe sixième du Tour de l'Aude, une des principales courses par étapes du calendrier international, remporté par sa coéquipière Nicole Cooke. En juin, elle se fracture le péroné en tournant un reportage pour la BBC. Elle participe tout de même à la course en ligne des Jeux olympiques. Elle chute deux fois et termine 35e, tandis que Nicole Cooke gagne la course. En septembre elle devient championne de Grande-Bretagne du contre-la-montre et est à nouveau équipière de Cooke lors de sa victoire au championnat du monde.
En 2009, elle revient au VTT, se blesse à l'épaule et ne court sur route qu'en août et septembre,.
En 2010, elle est recrutée par l'équipe Cervélo TestTeam. Elle gagne cette année-là le Tour de Berne et la première étape du Tour de l'Ardèche, dont elle prend la deuxième place finale. Elle se fracture une clavicule à l’arrivée d'une étape du Tour d'Italie. En 2011, l'équipe Cervélo TestTeam devient Garmin-Cervelo. Sharon Laws se classe troisième du championnat de Grande-Bretagne sur route, deuxième d'une étape du Tour d'Italie, et avec Garmin troisième de l'Open de Suède Vårgårda TTT, un contre-la-montre par équipes.
L'équipe féminine Garmin-Cervélo disparaît à la fin de l'année 2011 faute de sponsor. Un accord est trouvé avec l'équipe néerlandaise AA Drink-Leontien.nl qui recrue plusieurs coureuses de l'équipe, dont Elizabeth Armitstead, Emma Pooley et Sharon Laws,. Cette dernière se classe troisième de Gracia Orlova et de la Holland Hills Classic. Elle n'est pas sélectionnée pour les Jeux olympiques de Londres, Lucy Martin lui étant préférée pour accompagner Nicole Cooke, Emma Pooley et Elizabeth Armitstead. Elle devient championne de Grande-Bretagne sur route. Aux championnats du monde sur route, elle est médaillée de bronze du nouveau championnat du monde du contre-la-montre par équipes de marques. En novembre 2013, elle annonce qu'elle rejoint la nouvelle équipe Unitedhealthcare pour la saison 2014.
En octobre 2016, un cancer du col de l'utérus lui est diagnostiqué. Elle en décède fin 2017.

## Palmarès sur route
- 2004
  - Tour de Bright
- 2008
  - 2e du championnat d'Australie sur route
- 2008
  -  Championne de Grande-Bretagne du contre-la-montre
- 2010
  - Tour de Berne
  - 1re étape du Tour de l'Ardèche
  - 2e du Tour de l'Ardèche
- 2011
  - 3e du championnat de Grande-Bretagne sur route
  - 3e de l'Open de Suède Vårgårda TTT (contre-la-montre par équipes)
- 2012
  -  Championne de Grande-Bretagne sur route
  - 2e de Gooik-Geraardsbergen-Gooik
  -  Médaillée de bronze au championnat du monde du contre-la-montre par équipes
  - 3e de Gracia Orlova
  - 3e de la Holland Hills Classic
- 2014
  - 3e du Grand Prix de Oriente

### Classements mondiaux
| Année                                 | 2009 | 2010 | 2011 | 2012 | 2013 | 2014 | 2015 | 2016 |
| ------------------------------------- | ---- | ---- | ---- | ---- | ---- | ---- | ---- | ---- |
| Classement UCI                        | 161e | 41e  | 73e  | 39e  | 178e | 36e  | 370e | 262e |
| UCI World Tour                        |      |      |      |      |      |      |      | 152e |
|                                       |      |      |      |      |      |      |      |      |
| Légende : nc = non classéSource : UCI |      |      |      |      |      |      |      |      |

## Palmarès en VTT
- 2016
  -  Championne de Grande-Bretagne de cross-country marathon